# علی عباسی (خیزش ۱۴۰۱ ایران)
علی عباسی (۱ فروردین ۱۳۷۷ – ۲۵ آبان ۱۴۰۱) از کشته‌شدگان خیزش ۱۴۰۱ ایران است که در جریان اعتراضات سمیرم با شلیک مستقیم نیروهای سرکوب‌گر جمهوری اسلامی به گردنش به قتل رسید.

## زندگی
علی عباسی ۱ فروردین سال ۱۳۷۷ متولد شد. او اهل شهر سمیرم در استان اصفهان بود. علی عباسی والیبالیست بود و خدمت سربازی را دو هفته پیش از کشته‌شدنش به پایان برده بود.

## کشته‌شدن
علی عباسی در شامگاه ۲۵ آبان ۱۴۰۱، در جریان اعتراضات مردمی در شهر سمیرم توسط نیروهای سرکوب‌گر کشته شد. مراسم خاکسپاری او ۲۷ آبان ۱۴۰۱ در سمیرم با حضور تعداد زیادی از مردم این شهر برگزار شد.

## حواشی
- مراسم خاکسپاری علی عباسی با حضور گستردهٔ مردم سمیرم همراه بود. حاضران در این مراسم شعارهایی مانند: «مرگ بر خامنه‌ای»[۴] و «جون‌مون دست‌مونه، ظلم و ستم بسه‌مونه»[۵] سر دادند.
- مراسم چهلم علی عباسی، ۸ دی ۱۴۰۱، با حضور گسترده و پرشمار مردم در شهر سمیرم استان اصفهان برگزار شد که نیروهای امنیتی و یگان ویژه از دیگر شهرها به سمیرم اعزام شده بودند.[۶][۷]
- حاضران در مراسم چهلم علی عباسی، با رهاسازی بادکنک‌ها و هم‌خوانی ترانه، شعارهای «مرگ بر خامنه‌ای، لعنت بر خمینی»،[۸] «می‌کشم، می‌کشم آنکه برادرم کشت» و «برادر شهیدم، خونت را پس می‌گیرم» سردادند.[۶]
- خواهر علی عباسی در مراسم چهلم او سخنرانی کرد. او در بخش‌هایی از سخنانش گفت:[۹][۶][۱۰] «شیپور جنگ نواخته شده و دیگر مرد از نامرد تشخیص داده شد… بر سنگ مزار علی نقش ققنوس زدیم، چون جوان‌های ایران خاتون مثل ققنوس می‌مانند و از خاکسترشان پرنده‌ای متولد می‌شود که افسانه‌ای است و جاودان، به صلابت دماوند، به پر برکتی خلیج فارس و به درخشندگی هخامنشیان.»
- ۹ دی ۱۴۰۱، نیروهای امنیتی در شهر سمیرم اقدام به پاره کردن عکس‌ها و بنرهای کشته‌شدگان سمیرم کردند. که خشم مردم را برانگیخت.[۱۱]
- ۱۰ دی ۱۴۰۱، گروه وسیعی از مردم سمیرم با تجمع مقابل فرمانداری در اعتراض به سرکوب‌ها، شعارهایی از جمله «فرماندار داعشی نمی‌خواهیم» و «تا آخوند کفن نشود این وطن وطن نشود» سردادند. اعتراض‌ها تا پاسی از شب هم ادامه داشت و گزارش‌ها و ویدیوهای منتشر شده حاکی است که مردم به حضور خود در خیابان‌ها ادامه داده و شعارهای ضد حکومتی سر دادند.[۸] این تجمع موجب درگیری نیروهای امنیتی با مردم معترض شد که به گفتهٔ رئیس کل دادگستری استان اصفهان، یکی از نیروهای سپاه پاسداران به نام محسن رضایی کشته و سه نفر دیگر از نیروهای سپاه زخمی شدند.[۱۲][۱۳][۱۴][۱۵][۱۶]
- از صبح روز ۱۱ دی ۱۴۰۱، بیش از هزار نفر از نیروهای یگان ویژه انتظامی در مکان‌های مختلف شهر، از جمله در درمانگاه سمیرم، بهزیستی و اطراف شهرداری شهر مستقر شدند. با شکل‌گیری اعتصاب بازار سمیرم فضای این شهر به‌شدت امنیتی شد. نیروی امنیتی به خانه‌های برخی از معترضان هجوم بردند و پدر علی عباسی و همچنین دو برادر مراد بهرامیان، از دیگر کشته‌شدگان سمیرم و برخی دیگر از معترضان را بازداشت کردند.[۱۱][۱۷][۱۵][۱۸]
- بامداد ۱۲ دی ۱۴۰۱، جواد آصفی، خوانندهٔ موسیقی ایرانی که در مراسم چهلم علی عباسی آواز خوانده بود، با هجوم نیروهای امنیتی به منزلش بازداشت شد.[۱۹][۲۰]
- کارت پایان خدمت، علی عباسی، ۳۸ روز پس از کشته‌شدن او به دست مادرش رسید. مادر علی عباسی با انتشار تصاویر کارت پایان خدمت فرزندش خطاب به او نوشت: «عزیزم، مادر، پاشو ببین چی اومده برات»[۲۱]